# Оффиа, Хенри
Окечукву Хенри Оффиа (англ. Okechukwu Henry Offia; род. 26 декабря 1999, Нигерия) — нигерийский футболист, нападающий шведского «Вестероса».

## Клубная карьера
Является воспитанником академии «Дайнамос» из Лагоса. В одном из товарищеских матчей привлёк внимание представителей шведского «Сириуса». В январе 2018 года подписал с клубом контракт. Первую половину сезона 2018 года провёл на правах аренды в «Соллентуне». В её составе принял участие в 15 матчах первого дивизиона и одной кубковой игре, в которых забил один мяч. В августе того же года вернулся в «Сириус». 21 августа провёл первую игру за основной состав клуба в втором раунде кубка страны с «Стрёмсбергом», в которой на 84-й минуте забил гол и установил окончательный счёт в игре (4:0). Через несколько дней дебютировал в чемпионате Швеции в матче против «Мальмё».
23 марта 2020 года подписал двухлетний контракт с «Далькурдом». По итогам сезона клуб в стыковых матчах вылетел в первый дивизион. В январе следующего года отправился на просмотр в «Треллеборг». 15 февраля заключил с командой трёхлетнее соглашение. Летом 2022 года интерес к нападающему проявлял «Сириус» и иностранный клуб, но руководство «Треллеборга» решило не отпускать игрока. За три года в команде Оффиа принял участие во всех 90 матчах Суперэттана, а также 11 играх кубка, в которых забил 28 мячей.
В ноябре 2023 года на правах свободного агента перешёл в «Вестерос», по итогам сезона вышедший в Алльсвенскан.

## Карьера в сборной
В 2019 году в составе сборной Нигерии принимал участие в молодёжном чемпионате мира в Польше. На турнире принял участие в трёх матчах группового этапа с Катаром (4:0), США (0:2) и Украиной (1:1). В матче с катарцами забил один мяч.

## Клубная статистика
| Выступление      | Выступление      | Выступление      | Лига | Лига | Кубки | Кубки | Конт. кубки | Конт. кубки | Разное | Разное | Итого | Итого |
| Клуб             | Лига             | Сезон            | Игры | Голы | Игры  | Голы  | Игры        | Голы        | Игры   | Голы   | Игры  | Голы  |
| ---------------- | ---------------- | ---------------- | ---- | ---- | ----- | ----- | ----------- | ----------- | ------ | ------ | ----- | ----- |
| Соллентуна       | Дивизион 1       | 2018             | 15   | 1    | 1     | 0     | 0           | 0           | 0      | 0      | 16    | 1     |
| Соллентуна       | Итого            | Итого            | 15   | 1    | 1     | 0     | 0           | 0           | 0      | 0      | 16    | 1     |
| Сириус           | Алльсвенскан     | 2018             | 3    | 0    | 2     | 1     | 0           | 0           | 0      | 0      | 5     | 1     |
| Сириус           | Алльсвенскан     | 2019             | 8    | 0    | 1     | 0     | 0           | 0           | 0      | 0      | 9     | 0     |
| Сириус           | Итого            | Итого            | 11   | 0    | 3     | 1     | 0           | 0           | 0      | 0      | 14    | 1     |
| Далькурд         | Суперэттан       | 2020             | 23   | 2    | 1     | 1     | 0           | 0           | 2      | 0      | 26    | 3     |
| Далькурд         | Итого            | Итого            | 23   | 2    | 1     | 1     | 0           | 0           | 2      | 0      | 26    | 3     |
| Треллеборг       | Суперэттан       | 2021             | 30   | 6    | 4     | 2     | 0           | 0           | 0      | 0      | 34    | 8     |
| Треллеборг       | Суперэттан       | 2022             | 30   | 10   | 4     | 1     | 0           | 0           | 0      | 0      | 34    | 11    |
| Треллеборг       | Суперэттан       | 2023             | 30   | 8    | 3     | 1     | 0           | 0           | 0      | 0      | 33    | 9     |
| Треллеборг       | Итого            | Итого            | 90   | 24   | 11    | 4     | 0           | 0           | 0      | 0      | 101   | 28    |
| Вестерос         | Алльсвенскан     | 2024             | 0    | 0    | 0     | 0     | 0           | 0           | 0      | 0      | 0     | 0     |
| Вестерос         | Итого            | Итого            | 0    | 0    | 0     | 0     | 0           | 0           | 0      | 0      | 0     | 0     |
| Всего за карьеру | Всего за карьеру | Всего за карьеру | 139  | 27   | 16    | 6     | 0           | 0           | 2      | 0      | 157   | 33    |